# Axinota rufipes
Axinota rufipes är en tvåvingeart som först beskrevs av Toyohi Okada 1966.  Axinota rufipes ingår i släktet Axinota och familjen Curtonotidae. Inga underarter finns listade i Catalogue of Life.